# Romeo Anaya
Romeo Anaya (* 5. April 1946 in Chiapa de Corzo; † 24. Dezember 2015 in Chiapas) war ein mexikanischer Boxer im Bantamgewicht.

## Profikarriere
Im Jahre 1967 begann er erfolgreich seine Profikarriere. Am 20. Januar 1973 boxte er gegen Enrique Pinder um den Weltmeistertitel des Verbandes WBA und siegte durch klassischen K.o. in Runde 3. Diesen Titel verteidigte er insgesamt zweimal und verlor ihn im November desselben Jahres an Arnold Taylor durch Knockout in der 14. Runde.
Im Jahre 1980 beendete er seine Karriere.